# Турако зеленочубий
Турако зеленочубий (Tauraco persa) — вид птахів родини туракових (Musophagidae).

## Поширення
Вид поширений в Західній та Центральній Африці від східної частини Сенегалу до ДР Конго та південь до північної Анголи. Мешкає у тропічних лісах та лісистих саванах.

## Опис
Птах середнього розміру, завдовжки 40-43 см. Вага — 225—290 г. Голова, спина, груди зеленого кольору. Крила та хвіст темно-фіолетові. Внутрішня частина крил — малинового кольору, її можна побачити лише у польоті. На голові є еректильний напівкруглий зелений гребінь. Навколо очей є червоне кільце, яке обведене двома білими лініями (у підвиду Tauraco persa buffoni біла лінія лише зверху очей, а знизу — чорна; у Tauraca persa zenkeri — нижче чорної лінії є додаткова біла лінія). Дзьоб короткий, але міцний, червоного кольору. Очі червоні.

## Спосіб життя
Живе неподалік води і там, де ростуть високі дерева. Трапляється парами або невеликими групами до 30 птахів. Проводить більшу частину свого часу серед гілок дерев, хоча може регулярно спускатися на землю, щоб попити. Живиться плодами, квітами, насінням, рідше комахами. Репродуктивний сезон починається з початком сезону дощів. Гніздо будує серед гілок високого дерева. У кладці 2-3 яйця. Інкубація триває близько 20 днів. Пташенята народжуються вкриті коричневим пухом та з відкритими очима. Вони вчаться літати у 5-тижневому віці.

## Підвиди
- T. p. buffoni (Vieillot, 1819)
- T. p. persa (Linnaeus, 1758)
- T. p. zenkeri (Reichenow, 1896)